# گریگوری برگ
گریگوری برگ (انگلیسی: Grégoire Berg; ۳۱ مارس ۱۸۹۶ – ۲۴ اوت ۱۹۴۴) بازیکن فوتبال اهل فرانسه بود.
از باشگاه‌هایی که در آن بازی کرده‌است می‌توان به اشاره کرد.
وی همچنین در تیم ملی فوتبال فرانسه بازی کرده‌است.